# Lorenzo Bersezio
Lorenzo Bersezio (Milano, 23 luglio 1954) è uno scrittore italiano.
Autore di libri di montagna, di viaggio, di cultura e tradizioni popolari, di testi scolastici.

## Biografia
Lorenzo Bersezio consegue il diploma di maturità scientifica presso il liceo Galileo Ferraris di Torino e nel 1980 la laurea in Filosofia con lode presso la Facoltà di Lettere e Filosofia dell'Università di Torino. Nel 1996 si sposa con Maria Augusta Perez, architetto ecuatoriano, conosciuta durante una spedizione alpinistica in Ecuador.
È docente di materie letterarie dal 1985 al 2005.
Nel 1974 si iscrive come allievo alla Scuola Nazionale di Scialpinismo SUCAI della sezione di Torino del Club Alpino Italiano, dove diventa istruttore sezionale nel 1985, ruolo che ricopre fino al 2020 quando diventa istruttore emerito.
È autore di articoli e testi sulla Montagna, sullo Sciapinismo, su Miti e Leggende popolari, e di testi di Storia e di Geografia per la Scuola secondaria di primo grado.

## Opere

### Scialpinismo
Sui temi dello scialpinismo scrive circa 60 articoli che vengono pubblicati su riviste specializzate del settore tra cui La Rivista della Montagna e Alp, diretta da Enrico Camanni.
- Monte Bianco, nel castello di neve e di ghiaccio, Torino, CDA (Centro di Documentazione Alpina), 1982, in collaborazione con Piero Tirone.[4]
- Gran Paradiso, Vanoise, Delfinato: nei giardini dello sci, Torino, CDA (Centro di Documentazione Alpina), 1984, in collaborazione con Piero Tirone.[5]
- Scialpinismo Quota 4000, Torino, CDA di Torino 1989.[6]
- La Riscoperta delle Alpi con gli Sci, Ivrea, Priuli e Verlucca, Ivrea, 1985.[7]
- Sciare in Salita: 50 anni della Scuola di Scialpinismo Sucai di Torino, Torino, CDA, 2001.[8]
- Le Streghe in Bianco, Le valanghe nella narrazione e nell'immaginario, Milano, Edizioni Obiettivo Neve, 2004.[9]
- Il Cai e lo Sci: Storie, Personaggi, Miti, Torino, Edizioni del Capricorno, 2013.[10], in occasione delle celebrazioni dell'anniversario dei 150 anni della fondazione del CAI.

### Montagna
- Scopriamo insieme i Parchi delle Alpi, Novara, De Agostini, 1985.
- Scopriamo insieme i Parchi degli Appennini e delle Isole, Novara, De Agostini, 1986.
- Andar per Rifugi, Novara, De Agostini, 1985, in collaborazione con Piero Tirone; poi Andar per Rifugi 2, 1994.
- A piedi lungo le coste d'Italia, Novara, De Agostini, 1987, in collaborazione con Piero Tirone.[11]
- Sui Sentieri del Club Alpino Italiano-Storia, protagonisti, escursioni, Torino, Edizioni del Capricorno, 2013.[12]
- Il Mito K2 - Storia e Immagini del Primo 8000 Italiano, Torino, Edizioni del Capricorno, 2014.[13]

### Storia dell'escursionismo e dei trekking
- A piedi sotto il cielo. Storia dell'escursionismo dalle origini ai giorni nostri, Milano, UTET, 2022.

(Lorenzo Bersezio, A piedi sotto il cielo. Storia dell'escursionismo dalle origini ai giorni nostri)

### Miti e leggende popolari
- Nell'anno 2000 pubblica Leggende della Sierra, della costa e delle Foreste dell'Ecuador, edizioni Parola di Fiaba, in collaborazione con la moglie Maria Augusta Pérez, Il Volo del Condor, De Agostini, 2002 e Fiabe Precolombiane: Vedere con gli occhi degli Sciamani, Giunti editore, 2006.
- Sulla mitologia marina della Polinesia pubblica Miti e Fiabe di Tahiti e della Polinesia, Franco Muzzio Editore, 2002.
- Al sincretismo religioso caraibico dedica Fiabe Afrocubane degli Orishas, Franco Muzzio Editore, 2004.
- Su una parte poco conosciuta della mitologia cinese pubblica Fiabe Cinesi: Il racconto diventa Festa, Giunti editore, 2008

### Testi scolastici
- Nel 1990 scrive il terzo volume di La Linea del Tempo, corso di Storia per la scuola media inferiore edito da Zanichelli.
- Nel 1996 per la casa editrice De Agostini pubblica I Territori dell'Uomo, corso di geografia che si posiziona per tre anni consecutivi tra i best seller della materia (premio Libro d'Argento ricevuto dalla casa Deagostini nel 2006 a Siviglia per 2,5 milioni di copie vendute) e nel 2007 Storia in primo piano, un corso di storia per la scuola media italiana.

### Altre opere
- Le attività di lavoro degli studenti torinesi, in Quaderni di Rassegna sindacale, 1981.
- Formazione e cambiamento organizzativo, in Skill, 1984.
- Lorenzo Bersezio e Guglielmo Elia, Dinamiche socio organizzative nell'Ente locale, Franco Angeli editore, 1985.
- L'Aporia del tempo, in L'allocazione differenziale del tempo, Franco Angeli, 1986.
- Gli studenti e il lavoro, in collaborazione con Piero Tirone, in Scuola Anni '80, 1986.
- Sci Fuori Pista, Novara, Istituto Geografico Deagostini, 1987.
- Sentieri Scelti, Torino, Cda & Vivalda Editori, 1987.
- Andar per Fiumi e Torrenti, Novara, Istituto Geografico Deagostini, 1989.
- Andar per Sentieri in Piemonte, Novara, Istituto Geografico Deagostini, 1991.
- L'analisi fattoriale, in Invecchiare in città, Franco Angeli, 1991.
- Monte Bianco in Libertà, Torino, SACAT, 1994.
- Mont Blanc en Liberté, Torino, SACAT, 1994.
- Scialpinismo in Piemonte, Aosta, Musumeci Editore, 1995.
- Parco dello Stelvio, Novara, Istituto Geografico Deagostini, 1999.
- Voci, in Grande Dizionario Enciclopedico - Le Alpi, 2006.
- Talete, il primo filosofo occidentale e la Scuola Ionica, in Pinerolo 35 anni: Università delle Tre Età, 2016.

## Mostre
- Nel 1991 collabora alla realizzazione della mostra Ski e Sci: Storia – Mito – Tradizione presso il Museo Nazionale della Montagna di Torino.[14]
- Partecipa all'allestimento di mostre su temi della mitologia andina, in particolare dell'Ecuador. Nel 1999, per il Museo Nazionale della Montagna di Torino (diretto da Aldo Audisio) cura la mostra Ecuador: le Ande Dipinte, che è una narrazione mitologica per immagini della cultura della popolazione Tigua dell'Ecuador, il cui catalogo ha ricevuto una menzione speciale nel 1999 al premio letterario Gambrinus "Giuseppe Mazzotti" per l'editoria di montagna.[15][16]
- Nel 2011 cura la mostra Dalle Alpi alle Ande sui pittori indigeni e indigenisti dell'Ecuador, presso il Comune di Rocca de' Baldi.
- Nel 2013 cura l’esposizione Presepi Andini dell'Ecuador, presso il Comune di Castagnole delle Lanze, con patrocinio del Consolato dell'Ecuador.